# 悲しみよこんにちは (映画)
『悲しみよこんにちは』（原題：Bonjour Tristesse）は、1958年公開のアメリカ合衆国とイギリスの合作による映画。原作は1954年に発表されたフランスの作家フランソワーズ・サガンの同名小説『悲しみよこんにちは』。

## ストーリー
裕福なプレイボーイのレイモンド（デヴィッド・ニーヴン）は、天真爛漫な娘のセシール（ジーン・セバーグ）と同居している。彼が亡妻の親友だったアンヌ（デボラ・カー）と婚約していることを知ったセシールは、いまの生活が失われてしまうのではないかと恐れて、レイモンドとアンヌの仲を引き裂こうとする。

## キャスト
| 役名       | 俳優                 | 日本語吹替  | 日本語吹替   |
| 役名       | 俳優                 | NETテレビ版 | テレビ朝日版 |
| ---------- | -------------------- | ----------- | ------------ |
| アンヌ     | デボラ・カー         | 水城蘭子    | 谷育子       |
| レイモン   | デヴィッド・ニーヴン | 中村正      | 中村正       |
| セシル     | ジーン・セバーグ     | 上田みゆき  | 杉山佳寿子   |
| エルザ     | ミレーヌ・ドモンジョ | 三木弘子    | 原えおり     |
| フィリップ | ジェフリー・ホーン   | 仲村秀生    | 安原義人     |
| 本人       | ジュリエット・グレコ |             |              |

- NETテレビ版：初回放送1969年10月4日『土曜映画劇場』
  - その他声の出演：寺島幹夫、中江真司、前田敏子、村松康雄、京田尚子、亀井三郎、千田光男、細井重之
- テレビ朝日版：初回放送1985年11月23日『ウィークエンドシアター』
  - その他声の出演：国坂伸、日高晤郎、石丸博也、井口成人
  - 演出：伊達渉、翻訳：入江敦子、制作：東北新社

## エピソード
- ジャクリーヌ・ササールも出演する機会があったが、英語が話せなかった為に実現しなかった。

## 評価
エリック・ロメールは本作を「シネマスコープで撮られた最も美しい映画」と呼び、ジャン＝リュック・ゴダールは1958年の最良の一本に選んだ。『ザ・ガーディアン』紙上では5つ星満点の評価を得た。